# Osage (Wyoming)
Osage is een plaats (census-designated place) in de Amerikaanse staat Wyoming, en valt bestuurlijk gezien onder Weston County.

## Demografie
Bij de volkstelling in 2000 werd het aantal inwoners vastgesteld op 215.

## Geografie
Volgens het United States Census Bureau beslaat de plaats een oppervlakte van 5,0 km², geheel bestaande uit land. Osage ligt op ongeveer 1317 m boven zeeniveau.

## Plaatsen in de nabije omgeving
De onderstaande figuur toont nabijgelegen plaatsen in een straal van 72 km rond Osage.